# 予餞会
予餞会（よせんかい）は、小学校・中学校・義務教育学校・高等学校・中等教育学校および特別支援学校における学校行事の一つ。卒業式以前の学年末近くの時期に、卒業を控えた最終学年の生徒を送り出す目的で開催されるものであり、「卒業生を送る会」「○年生を送る会」などと呼ばれることもある。多くは卒業式のような厳粛な内容ではなく和やかな内容で、在校生や教職員・OBなどが映像を流したり、演劇を披露するなどさまざまな出し物を行う。
初等教育・中等教育においての全校児童・生徒が出席する教育課程であり、体育館などの大広間で実施する。主に児童会・生徒会が主催するが、実行委員会などを別に組織する場合もある。